# Román Golobart
Román Golobart Benet (* 21. März 1992 in Barcelona) ist ein spanischer Fußballspieler.

## Karriere
Golobart ist in Barcelona geboren und aufgewachsen. Im August 2009 verließ er seinen Jugendverein Espanyol Barcelona und ging nach England zu Wigan Athletic. Roberto Martínez, ebenfalls aus Katalonien stammend und damals Trainer von Wigan Athletic, hielt ihn für ein großes Talent. Obwohl der Verteidiger mehrmals in Freundschaftsspielen eingesetzt wurde und auch wiederholt einen Platz auf der Auswechselbank einnehmen durfte, kam Golobart in den ersten beiden Spielzeiten zu keinem Pflichtspieleinsatz.
Für die Saison 2011/12 wurde Golobart in die schottische Premier League an Inverness Caledonian Thistle ausgeliehen. Dort wurde er von den Fans zum „Spieler der Saison“ gekürt. Im August 2012 wurde er für einen Monat in die League One an die Tranmere Rovers ausgeliehen, kam dort aber nur zu einem Einsatz. Danach kehrte er zu Wigan Athletic zurück und absolvierte am 5. Januar 2013 sein Pflichtspieldebüt in der dritten Runde des FA Cups gegen den AFC Bournemouth. Im selben Monat absolvierte er sein erstes Spiel in der Premier League bei einem 90-Minuten-Einsatz gegen Stoke City (2:2). Insgesamt kam Golobart auf drei Partien in der Premier League.
Zum Ende der Saison 2012/13 lehnte Golobart ein Angebot zur Vertragsverlängerung ab und wechselte zum 1. FC Köln. Er erhielt beim Zweitligisten einen Dreijahresvertrag bis zum 30. Juni 2016. Vor Beginn der Saison 2014/15 wurde ihm und vier weiteren Profis mitgeteilt, dass man künftig nicht mehr mit ihnen plane. Golobart trainierte fortan mit der U-21 des 1. FC Köln. Am 2. Februar 2015 wechselte er leihweise bis zum Ende der Saison 2014/15 in die 2. Bundesliga zum FC Erzgebirge Aue. Dort kam er auf vier Zweitligaeinsätze, sowie zu zwei Einsätzen für die zweite Mannschaft. Nach dem Abstieg des FC Erzgebirge Aue in die 3. Liga kehrte Golobart zunächst nach Köln zurück. Am 21. August 2015 wurde sein Vertrag schließlich aufgelöst. Am 21. August desselben Jahres kehrte er zurück nach Spanien zu Racing de Ferrol. Im Sommer 2016 wechselte er innerhalb der zweiten spanischen Liga zu Real Murcia. In den darauffolgenden Jahren verbrachte Golobart jeweils nur kurzweilig Zeit bei Vereinen in Spanien, Israel und Zypern.

## Erfolge
- Englischer Pokalsieger: 2013
- Zweitliga-Meister und Aufstieg in die Bundesliga: 2014

## Sonstige
Sein Vater ist Joan Golobart, der in den 1980er Jahren für Espanyol Barcelona spielte.